# وجاهة جماهيرية
الوجاهة الجماهيرية هي مصطلح تسويقي يعني هبوط امتداد العلامة التجارية. فهذا المصطلح عبارة عن كلمة مزدوجة مكونة من كلمتين هما الجمهور والوجاهة وتم وصفهما على أنها «الوجاهة من أجل الجماهير.»
قام كل من مايكل سيلفرستاين ونيل فيسك بتعميم المصطلح في كتابيهما رفع الإنتاج (Trading Up)، وفي مقال بمجلة هارفرد لإدارة الأعمال تحت عنوان "الرفاهية من أجل الجماهير" Luxury for the Masses". وتُعرَّف منتجات الوجاهة الجماهيرية بوصفها "متميزة ولكن سهلة المنال" كما يوجد فرضيتان رئيسيتان: (1) تعتبر تلك المنتجات فاخرة أو متميزة (2) وتتمتع تلك المنتجات أيضًا بـحدود تسعيرية تعمل على سد الفجوة بين السوق المتوسط والسوق فائق التميز.
أورد سيلفرستاين وفيسك عدة أمثلة:
- غسول الجسم والاستحمام الذي يباع بسعر 1.13 دولار للأوقية في مقابل 0.30 دولار للأوقية.
- بوتري بارن للأدوات المنزلية والذي يعتبر من السلع المتميزة ولكنها أيضًا متاحة بكثرة بحدود تسعيرية معقولة تقل كثيرًا عن أسعار العلامات التجارية فائقة التميز.
- نبيذ كيندال جاكسون والذي دخل السوق بسعر 5 دولارات للزجاجة في مقابل التسعيرة السارية دولاران للزجاجة.
- فيكتوريا سيكريت
- بورش بوكستر